# غار هفت خم تله سیاه کوه
غار هفت خم تله سیاه کوه مربوط به دوران‌های تاریخی پس از اسلام است و در شهرستان املش، بخش رانکوه، روستای سیاه کوه واقع شده و این اثر در تاریخ ۲ بهمن ۱۳۸۲ با شمارهٔ ثبت ۱۰۷۳۲ به‌عنوان یکی از آثار ملی ایران به ثبت رسیده است.